# Baling
Huyện Baling là một huyện thuộc bang Kedah của Malaysia. Huyện Baling có dân số thời điểm năm 2010 ước tính khoảng 132829 người.